# Parmotrema pigmentiferum
Parmotrema pigmentiferum är en lavart som först beskrevs av Krog & Swinscow, och fick sitt nu gällande namn av Krog & Swinscow. Parmotrema pigmentiferum ingår i släktet Parmotrema och familjen Parmeliaceae.   Inga underarter finns listade i Catalogue of Life.